# Вељко Лазић
Вељко Лазић (Београд, 3. август 1969) је српски правник и дипломата. Тренутни је амбасадор Србије у Бразилији (Савезна Република Бразил).  
Дипломирао је на Правном факултету у Београду 1994. Од 1996. до 1997. је похађао Дипломатску академију Министарства иностраних послова СРЈ.  
Ожењен је и има једно дете. Течно говори енглески, португалски, италијански, шпански и руски језик. 

## Правосудна каријера
Пре своје дипломатске каријере је провео 2 године у правосуђу. Од септембра 1994. до фебруара 1995. је био адвокатски приправник, а потом је од марта 1995. до августа 1996. био судијски приправник у Четвртом општинском суду у Београду. 

## Дипломатска каријера
Своју дипломатску каријеру почиње у августу 1996. као приправник у Министарству иностраних послова СРЈ. Приправнички стаж је завршио у јуну 1997. Од јула 1997. до августа 1998. је радио као трећи секретар Министарства. Одмах потом одлази у Лисабон где је био трећи секретар и аташе Амбасаде СРЈ у Португалији. У септембру 2002. након 4 године се враћа у Београд и преузима место другог, а касније и првог секретара Одсека за Француску Републику, Краљевину Шпанију, Португалску Републику и земље Бенелукса Дирекције за Европу МСП Србије и Црне Горе. Од марта 2005. до распада СЦГ је био саветник и помоћник за материјално-финансијско пословање генералног секретара МСП-а. У августу 2006. постаје саветник нашег амбасадора у Ватикану и тамо остаје до октобра 2010. године. У новембру 2010. постаје први саветник и помоћник за материјално-финансијско пословање генералног секретара Министарства спољних послова Републике Србије. Након 2 године, у марту 2012. одлази на место министра-саветника српске амбасаде у Риму, Италија (заменик амбасадора). 
У августу 2014. године је постављен за амбасадора у Бразилу. Поред Бразила, он је био и нерезиденцијални амбасадор наше земље у УНАСУР-у. Мандат му је истекао 18. августа 2020. године. 